# جوزيف كاري جونيور
جوزيف كاري جونيور (بالإنجليزية: Joseph Cari, Jr.)‏ هو لاعب كرة قاعدة ومحامي أمريكي، ولد في 8 أكتوبر 1952 في شيكاغو في الولايات المتحدة.